# Abdel Kader
Ne doit pas être confondu avec Abd el-Kader.
Abdel Kader (arabe : عبد القادر) est une chanson traditionnelle algérienne reprise par Khaled en 1993 sur son album N'ssi N'ssi.
Elle connait un grand succès reprise en live par Rachid Taha, Khaled et Faudel, lors d'un concert au Palais omnisports de Paris-Bercy le 26 septembre 1998 pour l'album 1, 2, 3 Soleils. Le poème originel est écrit par Abdelkader Bentobdji (1871-1948),.

## Au cinéma
Sauf indication contraire ou complémentaire, les informations mentionnées dans cette section proviennent du générique de fin de l'œuvre audiovisuelle présentée ici.
- 2005 : Camping à la ferme - musique additionnelle

## Classement de la version live
| Chart (1998-1999)           | Meilleure position |
| --------------------------- | ------------------ |
| Classement belge (Wallonie) | 36                 |
| Classement français (SNEP)  | 6                  |

## Liens
- Vidéo de la chanson Abdel Kader عبد القادر الشاب خالد - فاضل - رشيد طه
- Transcription
- Translation